# Loma Larga, Tlatlaya
Loma Larga är en ort i Mexiko.   Den ligger i kommunen Tlatlaya och delstaten Mexiko, i den södra delen av landet, 140 km sydväst om huvudstaden Mexico City. Loma Larga ligger 1 338 meter över havet och antalet invånare är 401.
Terrängen runt Loma Larga är huvudsakligen kuperad, men söderut är den bergig. Terrängen runt Loma Larga sluttar västerut. Runt Loma Larga är det ganska tätbefolkat, med 60 invånare per kvadratkilometer. Närmaste större samhälle är Amatepec, 4,1 km nordost om Loma Larga. I omgivningarna runt Loma Larga växer huvudsakligen savannskog.